# Durmersheim

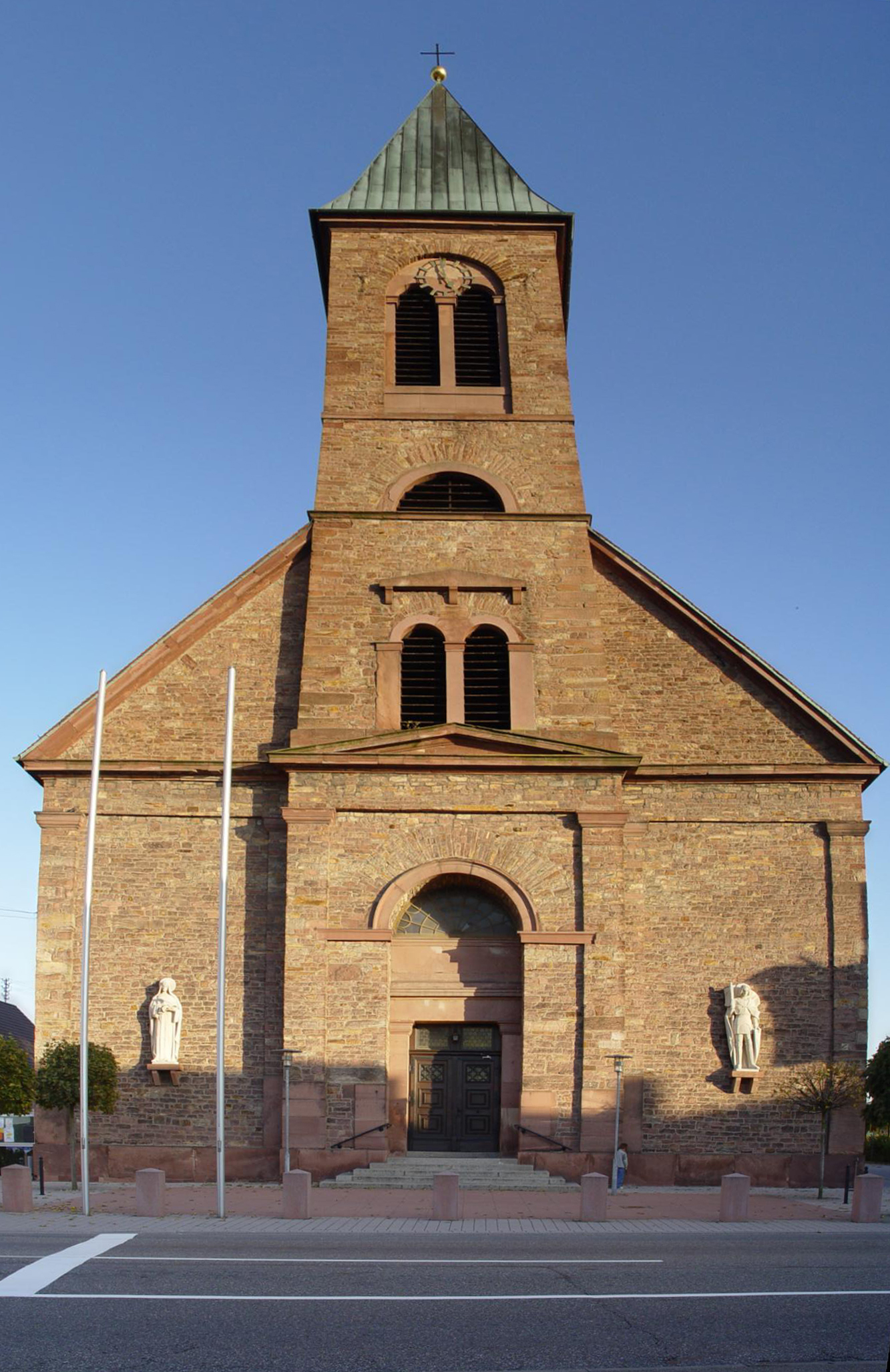
Kościół pw. św. Dionizego (St. Dionys)

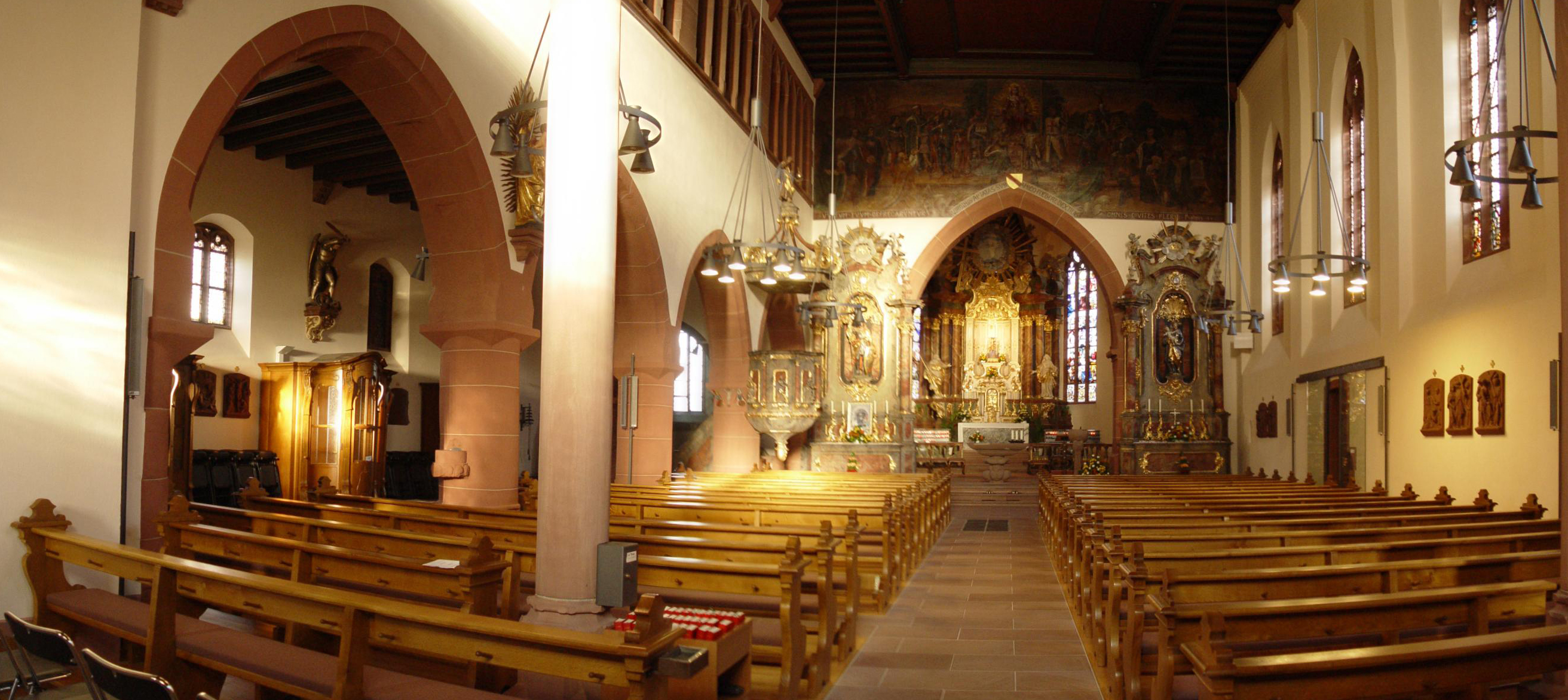
Kościół pw. NMP (Maria Bickesheim)

Durmersheim – miejscowość i gmina w Niemczech, w kraju związkowym Badenia-Wirtembergia, w rejencji Karlsruhe, w regionie Mittlerer Oberrhein, w powiecie Rastatt, siedziba związku gmin Durmersheim. Leży nad rzeką Federbach, ok. 10 km na północ od Rastatt, przy drodze krajowej B36 i linii kolejowej (Karlsruhe–Bazylea).